# کوتوک‌لو (یورغیر)
کوتوک‌لو (به ترکی استانبولی: Kütüklü) یک منطقهٔ مسکونی در ترکیه است که در یورغیر واقع شده‌است.